# Club athlétique Illunbe
Maillots
Le Club Athlétique Illunbe (qui concours officiellement comme Trintxerpe Funeraria Vascongada) est un club d'aviron du quartier Trincherpe de la localité guipuscoanne de Pasaia.

## Histoire

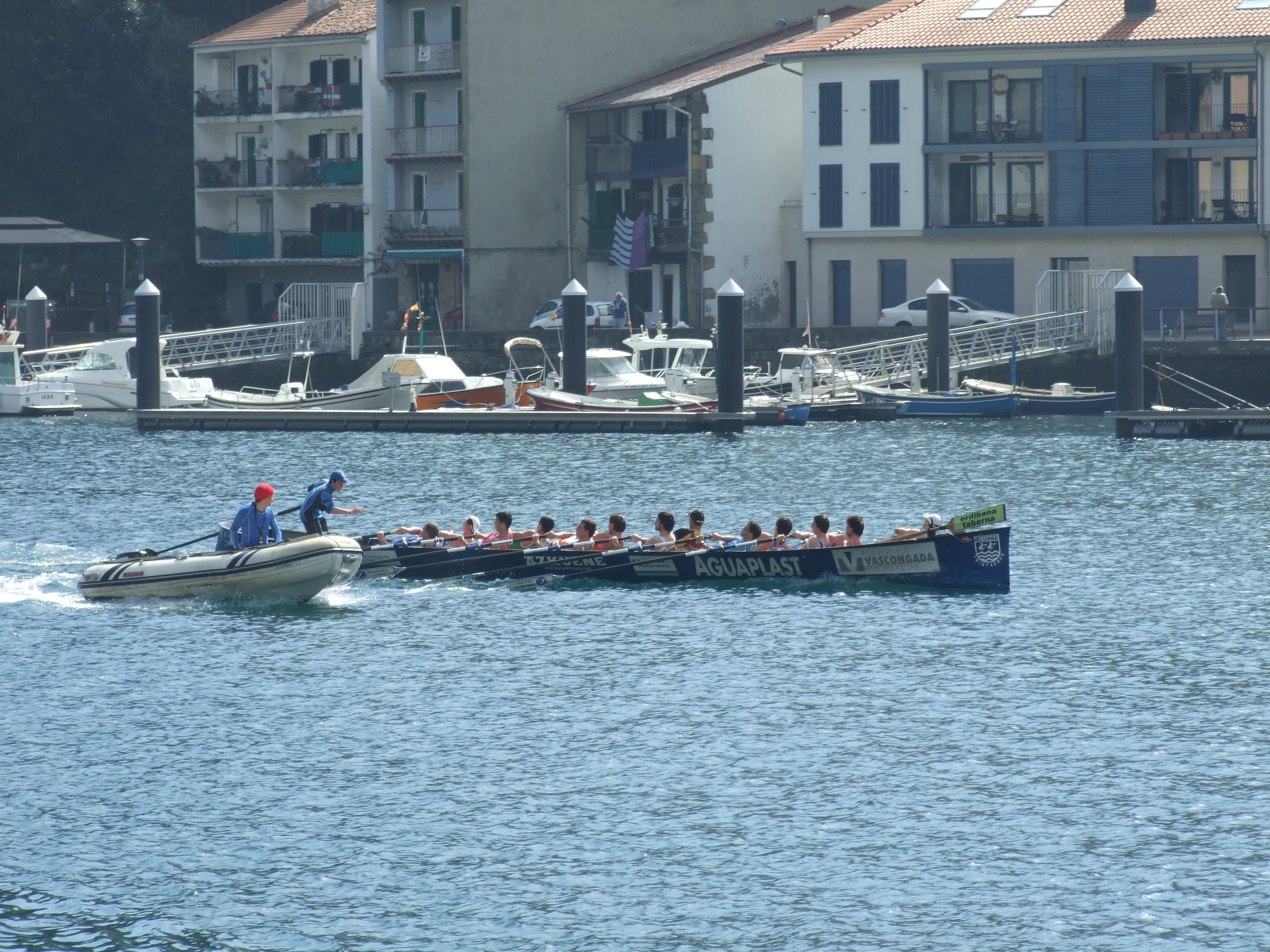
Entrainement Trintxerpe, 2014.

Il a été fondé en 1987 et tout au long de son histoire il a participé à 4 drapeaux de La Concha (arrivant second au tour d'honneur) et dans deux Ligues ACT, contribuant de cette façon avec Koxtape et Sanpedrotarra à ce que Pasaia soit la seule localité de la région cantabrique à avoir trois représentants dans la catégorie maximale de l'aviron. En 2007, pour différentes raisons, la traînière n'a pas pu participer mais revient en 2008.

## Palmarès
- 1 Championnat de trainières d'Euskadi: 2003.
- 1 Championnat du Guipuscoa de batels: 1998.
- 1 Championnat d'Euskadi de Batels: 1998.
- 1 Drapeau de Fortuna: 1995.
- 1 Drapeau de Erandio: 1996.
- 1 Drapeau de Biarritz: 1996.
- 1 Drapeau de Pasajes: 1997.
- 1 Drapeau Ria del Asón: 2002.
- 1 Drapeau de Hondarribia: 2003.
- 1 Drapeau de Zarautz: 2003.
- 1 Drapeau de Mundaka: 2009.
- 1 Drapeau Donostiarra: 2009.

### Sources
- (es) Cet article est partiellement ou en totalité issu de l’article de Wikipédia en espagnol intitulé « Club Atlético Illunbe » (voir la liste des auteurs).